# Гамбела (регион)
Гамбела е един от регионите на Етиопия. Разположен е в западната част на страната и граничи с Южен Судан. Столицата на региона е град Гамбела. Площта на региона е 29 783 квадратни километра, а населението e 409 000 души (по изчисления за юли 2015 г.).
Населението се състои от африкански народи – нуер (40%), ануак (27%), амхарци (8%) и др.
Регионът Гамбела е разделен на 4 зони, а всяка зона е разделена на общини, в Етиопия наричани уореди. Уоредите на Гамбела са общо 8.